# Хвалішево (Куявсько-Поморське воєводство)
Хвалішево (пол. Chwaliszewo) — село в Польщі, у гміні Кциня Накельського повіту Куявсько-Поморського воєводства.
Населення — 342 особи (2011).
У 1975-1998 роках село належало до Бидгощського воєводства.

## Демографія
Демографічна структура станом на 31 березня 2011 року:
|          | Загалом | Допрацездатний вік | Працездатний вік | Постпрацездатний вік |
| -------- | ------- | ------------------ | ---------------- | -------------------- |
| Чоловіки | 180     | 31                 | 129              | 20                   |
| Жінки    | 162     | 30                 | 98               | 34                   |
| Разом    | 342     | 61                 | 227              | 54                   |